# Kaitamojärvi
Kaitamojärvi är en sjö i Finland. Den ligger i kommunen Enare i landskapet Lappland, i den norra delen av landet, 1 000 km norr om huvudstaden Helsingfors. Kaitamojärvi ligger 196 meter över havet. Arean är 2,08 kvadratkilometer och strandlinjen är 9,28 kilometer lång. Sjön  ingår i Pasvik älvs huvudavrinningsområde. 